# Novalaetesia anceps
Novalaetesia anceps är en spindelart som beskrevs av Alfred Frank Millidge 1988. Novalaetesia anceps ingår i släktet Novalaetesia och familjen täckvävarspindlar. Inga underarter finns listade i Catalogue of Life.